# 九重佑三子
九重 佑三子（ここのえ ゆみこ、1946年〈昭和21年〉3月21日 - ）は、日本の歌手、女優。夫は歌手の田辺靖雄。長男はミュージシャンの田辺晋太郎。

## 略歴
東京都台東区上野桜木出身。1962年、ダニー飯田とパラダイス・キングの一員としてデビュー。1963年、「シェリー」でレコードデビューを果たす。1967年、特撮テレビドラマ『コメットさん』（TBS）に主演。本作品の出演で人気を博し、同年の『第18回NHK紅白歌合戦』（NHK総合・ラジオ第1）では当時史上最年少（21歳）で紅組司会を務めた。
1968年、『コメットさん』の演技と「NHK紅白歌合戦」「ファミリー・ショー」の司会に対して第5回ギャラクシー賞を受賞。ロッテ「ガーナミルクチョコレート」のコマーシャルに出演。
『コメットさん』は中南米で人気で、特にメキシコでは初代「コメットさん」が大ブームとなった。
1972年、ギルバート・オサリバンのヒット曲「アローン・アゲイン」をなかにし礼の妙訳によってカヴァーした「また一人」をリリース。1973年、森繁久彌の仲人で田辺靖雄と結婚。
育児のため一時芸能活動を休止し一時期家庭に入ったが、86年から夫婦デュオ活動などで活動を再開。コンサート活動や、バラエティ番組のコメンテーターとしても活躍。命や人間の在り方などを歌った代表曲「やさしくしてますか」は、1995年1月、阪神淡路大震災発生時のニュースを目にし永六輔と共に作詞し、宮川泰が作曲した。
2018年9月8日に放送された「陸海空 地球征服するなんて」において「あなたの知ってる日本人は？」とメキシコで調査したところ3位にランキング。2021年にテレビ朝日『徹子の部屋』に夫婦で出演し、黒柳と共に出演していたバラエティー番組「夢であいましょう」で共演した歌手仲間の想い出話をし、2022年には東京・新宿ケントスでオールディーズパーティーを歌手仲間と共に開催しテリー伊藤が司会を担当した。
2023年に金婚式を迎えた芸能界の「元祖おしどり夫婦」。

## ディスコグラフィ
※ダニー飯田とパラダイスキングで発売された楽曲は、ダニー飯田とパラダイスキングを参照。

### シングル
| #  | 発売日          | A/B面 | タイトル                       | 作詞           | 作曲                    | 編曲       | レーベル | 規格品番 |
| -- | --------------- | ----- | ------------------------------ | -------------- | ----------------------- | ---------- | -------- | -------- |
| 1  | 1963年 7月      | A面   | 愛しているなら食べて           | 永六輔         | ダニー飯田              | ダニー飯田 | 東芝     | JP-5261  |
| 1  | 1963年 7月      | B面   | ウェディング・ドレス           | 永六輔         | 中村八大                | 中村八大   | 東芝     | JP-5261  |
| 2  | 1964年 8月      | A面   | レモン片手に                   | 永六輔         | 橋本光雄                | 鈴木章治   | 東芝     | TR-1116  |
| 2  | 1964年 8月      | B面   | 泣いちゃいました               | 中村メイコ     | 鈴木章治                | 橋本光雄   | 東芝     | TR-1116  |
| 3  | 1965年 1月      | A面   | ポプラの木陰で                 | 萩原芳子       | T.Williams              | 橋本光雄   | 東芝     | TP-1025  |
| 3  | 1965年 1月      | B面   | もやもやしちゃうの             | 岡田憲和       | ダニー飯田              | 橋本光雄   | 東芝     | TP-1025  |
| 4  | 1965年 4月      | A面   | 君に涙とほゝえみを             | 安井かずみ     | R.Satti G.Marchetti     | 橋本光雄   | 東芝     | TP-1069  |
| 4  | 1965年 4月      | B面   | いつも心に憧れを               | 安井かずみ     | P.Ciampi                | 橋本光雄   | 東芝     | TP-1069  |
| 5  | 1965年 7月      | A面   | ある日ある時                   | 伊藤裕弘       | 中村八大                | 中村八大   | 東芝     | TP-1099  |
| 5  | 1965年 7月      | B面   | きらい                         | 大倉徹也       | 中村八大                | 中村八大   | 東芝     | TP-1099  |
| 6  | 1965年 10月     | A面   | チム・チム・チェリー           | 萩原芳子       | R.B.Sherman R.M.Sherman | 橋本光雄   | 東芝     | TP-1164  |
| 6  | 1965年 10月     | B面   | ドレミのうた                   | 萩原芳子       | R.Rodgers               | 橋本光雄   | 東芝     | TP-1164  |
| 7  | 1966年 2月      | A面   | 抱きしめて                     | 永六輔         | 中村八大                | 中村八大   | 東芝     | TP-1211  |
| 7  | 1966年 2月      | B面   | 青い恋                         | 永六輔         | 中村八大                | 中村八大   | 東芝     | TP-1211  |
| 8  | 1966年 5月      | A面   | しあわせ                       | 永六輔         | 中村八大                | 中村八大   | 東芝     | TP-1276  |
| 8  | 1966年 5月      | B面   | ディディンドディンドン         | 岡田憲和       | 橋本光雄                | 橋本光雄   | 東芝     | TP-1276  |
| 9  | 1966年 12月     | A面   | 涙こらえて                     | 原六朗         | 原六朗                  | 小林郁夫   | 東芝     | TP-1374  |
| 9  | 1966年 12月     | B面   | 湖畔の娘                       | 吉田央         | 大沢浄二                | 小林郁夫   | 東芝     | TP-1374  |
| 10 | 1967年 3月5日   | A面   | 悲しきエコー                   | 原六朗         | 原六朗                  | 小林郁夫   | 東芝     | TP-1413  |
| 10 | 1967年 3月5日   | B面   | パパ                           | 原六朗         | 原六朗                  | 小林郁夫   | 東芝     | TP-1413  |
| 11 | 1967年 8月15日  | A面   | 銀座アフタヌーン               | 佐々木勉       | 佐々木勉                | 林一       | 東芝     | TP-1513  |
| 11 | 1967年 8月15日  | B面   | さよならの前に                 | 佐々木勉       | 佐々木勉                | 林一       | 東芝     | TP-1513  |
| 12 | 1967年 10月5日  | A面   | 別れのサンタモニカ             | 尾中美千絵     | 鈴木邦彦                | 大西修     | 東芝     | TP-1536  |
| 12 | 1967年 10月5日  | B面   | レモンの涙                     | 鈴木比呂志     | 鈴木邦彦                | 鈴木邦彦   | 東芝     | TP-1536  |
| 13 | 1968年 2月1日   | A面   | バイ＝ヤン・パム・パム         | 萩原芳子       | R.B.Sherman R.M.Sherman | 橋本光雄   | 東芝     | TP-1597  |
| 13 | 1968年 2月1日   | B面   | 涙のウェディング・ベル         | 沢ノ井龍二     | 小林郁夫                | 小林郁夫   | 東芝     | TP-1597  |
| 14 | 1968年 5月1日   | A面   | チュール・チュ・チュ           | 糸見偲         | 小林郁夫                | 小林郁夫   | 東芝     | TP-1630  |
| 14 | 1968年 5月1日   | B面   | 青空を歩こう                   | 鈴木比呂志     | 小林郁夫                | 小林郁夫   | 東芝     | TP-1630  |
| 15 | 1968年 9月1日   | A面   | コメットさん                   | 川崎洋         | 中村八大                | 中村八大   | 東芝     | TP-2044  |
| 15 | 1968年 9月1日   | B面   | ポロロン・ワルツ               | 香川登志緒     | 浅井修三                | 橋本光雄   | 東芝     | TP-2044  |
| 16 | 1968年 10月1日  | A面   | 恋のゆりかご                   | 松島由佳       | 小林郁夫                | 小林郁夫   | 東芝     | TP-2063  |
| 16 | 1968年 10月1日  | B面   | 花が好き 夢が好き              | やなせたかし   | 中村八大                | 中村八大   | 東芝     | TP-2063  |
| 17 | 1969年 1月10日  | A面   | 私の心はとてもちいさい         | やなせたかし   | 中村八大                | 中村八大   | 東芝     | TP-2107  |
| 17 | 1969年 1月10日  | B面   | はなの上のニキビくん           | やなせたかし   | 宮崎尚志                | 宮崎尚志   | 東芝     | TP-2107  |
| 18 | 1969年 4月1日   | A面   | 青空をかえして                 | 丹古晴己       | イスラエル楽曲          | 岩井直溥   | 東芝     | TS-1064  |
| 18 | 1969年 4月1日   | B面   | 白いちょうの歌                 | 丹古晴己       | ロシア楽曲              | 岩井直溥   | 東芝     | TS-1064  |
| 19 | 1969年 5月1日   | A面   | 高校時代                       | 里野以久       | 原六朗                  | 小林郁夫   | 東芝     | TP-2147  |
| 19 | 1969年 5月1日   | B面   | ふたつのコーヒー               | 山上路夫       | いずみたく              | いずみたく | 東芝     | TP-2147  |
| 20 | 1969年 8月10日  | A面   | 咲いたひらいた                 | 田島生子       | 中田喜直                | 岩井直溥   | 東芝     | TC-1139  |
| 21 | 1969年 9月1日   | A面   | 愛の世界                       | ヒロコ・ムトー | 小林郁夫                | 小林郁夫   | 東芝     | TP-2205  |
| 21 | 1969年 9月1日   | B面   | 今日も言えない                 | ヒロコ・ムトー | 小林郁夫                | 小林郁夫   | 東芝     | TP-2205  |
| 22 | 1969年 11月1日  | A面   | きいろいタンポポ               | 永六輔         | 中村八大                | 中村八大   | 東芝     | TP-2215  |
| 22 | 1969年 11月1日  | B面   | この森の向うに                 | みやもり純     | 中村八大                | 中村八大   | 東芝     | TP-2215  |
| 23 | 1970年 4月5日   | A面   | うちあけばなし                 | 牧エミコ       | 今井久                  | 川口真     | 東芝     | TP-2272  |
| 23 | 1970年 4月5日   | B面   | ツァイネルリン                 | ヒロコ・ムトー | A.Popp                  | 小林郁夫   | 東芝     | TP-2272  |
| 24 | 1970年 10月5日  | A面   | くちづけからもう一度           | なかにし礼     | 鈴木邦彦                | 森岡賢一郎 | 東芝     | TP-2342  |
| 24 | 1970年 10月5日  | B面   | こわれたギタ－と燃えないランプ | なかにし礼     | 鈴木邦彦                | 森岡賢一郎 | 東芝     | TP-2342  |
| 25 | 1971年 7月5日   | A面   | 天使が汽車でやってくる         | ちあき哲也     | 宇崎竜童                | 小谷充     | 東芝     | TP-2482  |
| 25 | 1971年 7月5日   | B面   | 明日天気になーれ               | なかにし礼     | 宇崎竜童                | 小谷充     | 東芝     | TP-2482  |
| 26 | 1972年 2月25日  | A面   | どうせ生きてゆくなら           | 岩谷時子       | 中原正人                | 中原正人   | 東芝     | TP-2628  |
| 26 | 1972年 2月25日  | B面   | 脱出                           | ヒロコ・ムトー | 森田公一                | 森田公一   | 東芝     | TP-2628  |
| 27 | 1972年 12月1日  | A面   | また一人                       | なかにし礼     | G.O'Sullivan            | 横内章次   | 東芝     | TP-2779  |
| 27 | 1972年 12月1日  | B面   | 春がおそすぎて                 | なかにし礼     | 横内章次                | 横内章次   | 東芝     | TP-2779  |
| 28 | 1998年 11月21日 | 02    | 帰って来るのは〜ここよ〜       | 伊藤薫         | 伊藤薫                  | 徳武弘文   | ガウス   | GRDO-18  |

### デュエット・シングル
| 発売日          | デュエット | A/B面 | タイトル                        | 作詞              | 作曲         | 編曲       | レーベル      | 規格品番   |
| --------------- | ---------- | ----- | ------------------------------- | ----------------- | ------------ | ---------- | ------------- | ---------- |
| 1965年 11月     | 坂本九     | A面   | 幸せのうた                      | 岩谷時子          | いずみたく   | いずみたく | 東芝          | TP-1168    |
| 1965年 11月     | 坂本九     | B面   | 今日も元気で                    | 藤田敏雄          | 橋本光雄     | 橋本光雄   | 東芝          | TP-1168    |
| 1987年 3月5日   | 田辺靖雄   | A面   | 男と女のラブゲーム              | 魚住勉            | 馬飼野康二   | 馬飼野俊一 | アポロン      | AY07-61    |
| 1987年 3月5日   | 田辺靖雄   | B面   | 愛の迷いみち                    | 田辺靖雄          | 田辺靖雄     | 馬飼野俊一 | アポロン      | AY07-61    |
| 1997年 12月3日  | 田辺靖雄   | 01    | FOREVER GOLD                    | 売野雅勇          | 芹澤廣明     | 徳武弘文   | ガウス        | GRDO-4     |
| 1997年 12月3日  | 田辺靖雄   | 02    | LOVE AND DREAM                  | 田辺靖雄          | 田辺靖雄     | 徳武弘文   | ガウス        | GRDO-4     |
| 1999年 6月23日  | 田辺靖雄   | 01    | 帰って来るのは 〜Duet Version〜 | 伊藤薫            | 伊藤薫       | 徳武弘文   | ガウス        | GRDE-13    |
| 1999年 6月23日  | 田辺靖雄   | 02    | やさしくしてますか              | 九重佑三子        | 宮川泰       | 宮川泰     | ガウス        | GRDE-13    |
| 2005年 12月16日 | 田辺靖雄   | 01    | いっしょ                        | 漣健児 九重佑三子 | 平尾昌晃     | 佐藤準     | テイチク      | TECA-10033 |
| 2005年 12月16日 | 田辺靖雄   | 02    | ISSYO (English Version)         | Lisa Shirato      | 平尾昌晃     | 佐藤準     | テイチク      | TECA-10033 |
| 2011年 1月26日  | 田辺靖雄   | 02    | 久しぶりMy Love                 | 喜多條忠          | 美樹克彦     | 金子剛     | ビクター      | VICL-36625 |
| 2014年 5月14日  | 田辺靖雄   | 01    | 明日がまだある                  | 田辺靖雄          | 田辺靖雄     | 中島正     | 徳間 ジャパン | TKCA-90624 |
| 2014年 5月14日  | 田辺靖雄   | 02    | 勝手にセタ・ガヤ                | 世田谷花子        | 岩淵照雄     | 岩淵照雄   | 徳間 ジャパン | TKCA-90624 |
| 2014年 5月14日  | 田辺靖雄   | 03    | ヘイ・ポーラ                    | みナみカズみ      | R.Hildebrand | 溝淵新一郎 | 徳間 ジャパン | TKCA-90624 |
| 2019年 12月20日 | 田辺靖雄   | 01    | 夢の季節をはなれても            | 伊藤薫            | 伊藤薫       | 佐々木了民 | JMG Sound     | JMG-07     |
| 2019年 12月20日 | 田辺靖雄   | 02    | それがあなたで本当に良かった    | 九重佑三子        | 合田道人     | 寺西誠     | JMG Sound     | JMG-07     |

### タイアップ曲
| 年     | 楽曲           | タイアップ                        |
| ------ | -------------- | --------------------------------- |
| 1968年 | コメットさん   | TBS系ドラマ「コメットさん」主題歌 |
| 1969年 | 咲いたひらいた | 万国博・こどもの歌                |
| 2014年 | 明日がまだある | リベレステ・CMソング              |

### アルバム

#### ライブ・アルバム
| 発売日        | タイトル | 規格 | 規格品番   |
| ------------- | --- | ---- | ---------- |
| 1971年3月5日  | 九重佑三子オンステージ Side:A 1. もやもやしちゃうの 2. きらい 3. くちづけからもう一度 4. うちあけばなし 5. ダニー・ボーイ 6. 恋よさようなら 7. コメットさん 8. チム・チム・チェリー 9. エーデルワイス 10. バイ=ヤン・パム・パム Side:B 1. 空よ 2. 手紙 3. もみじ 4. 五木の子守唄 5. あんな娘がいいな 6. シェリー 7. ヘイ・ポーラ 8. ミスター・ベースマン 9. レモン片手に 10. ウェディング・ドレス | LP   | TP-8061    |
| 2013年12月3日 | 九重佑三子オンステージ Side:A 1. もやもやしちゃうの 2. きらい 3. くちづけからもう一度 4. うちあけばなし 5. ダニー・ボーイ 6. 恋よさようなら 7. コメットさん 8. チム・チム・チェリー 9. エーデルワイス 10. バイ=ヤン・パム・パム Side:B 1. 空よ 2. 手紙 3. もみじ 4. 五木の子守唄 5. あんな娘がいいな 6. シェリー 7. ヘイ・ポーラ 8. ミスター・ベースマン 9. レモン片手に 10. ウェディング・ドレス | CD   | TYCN-60022 |

#### ベスト・アルバム
- 九重佑三子・デラックス20（1976年、MTR、MTRC-2205）

## 出演

### テレビドラマ
- 若い季節（1961年 - 1964年、NHK総合）
- 土曜日の虎 第13話「死刑執行人」（1966年、TBS系）
- 泣いてたまるか 第26話「インスタント探偵物語」（1966年、TBS系）
- コメットさん（1967年 - 1968年、TBS系『ブラザー劇場』）- コメットさん 役[13]
- 三匹の侍 第6シリーズ 第22話「苦い米」（1969年、フジテレビ） - お若 役
- おむすびコロリン（1969年、TBS系） - 細野文江 役
- 90日の恋（1969年、日本テレビ）
- 銭形平次 第244話「猪のくれた百万両」（1971年、フジテレビ）
- 土曜ワイド劇場「風の訪問者」（1979年、テレビ朝日）

### テレビアニメ
- Cosmic Baton Girl コメットさん☆（2001年 - 2002年、テレビ東京系）ハモニカ星国王妃（初代コメット） 役

### バラエティ
- 夢であいましょう（1963年、NHK総合）
- 題名のない音楽会（1964年8月 - 1966年3月、東京12チャンネル[注釈 6]） 初代アシスタント
- 昭和とんちんかん（1967年、日本テレビ系）
- ファミリーショー（1967年、NHK総合） - 総合司会
- 夜のビッグヒット（NET系）-川崎敬三と司会
- 午後は○○おもいッきりテレビ（日本テレビ系）
- スターと対抗! 家族カウントダウン（フジテレビ） 審査員としてレギュラー出演

### CM
- ライオン 無りんブルーダイヤ
- ロッテチョコレート（1964年 - ）
- リベレステ（夫・田辺靖雄と共演）
- アサヒ緑健「緑効青汁」（田辺靖雄、田辺晋太郎と共演）

## NHK紅白歌合戦出場歴
| 年度/放送回               | 歌唱曲                   | 対戦相手       |
| ------------------------- | ------------------------ | -------------- |
| 1964年（昭和39年）/第15回 | ウエディング・ドレス     | 三田明         |
| 1965年（昭和40年）/第16回 | 抱きしめて               | 東海林太郎     |
| 1966年（昭和41年）/第17回 | ディディンド・ディンドン | アントニオ古賀 |
| 1968年（昭和43年）/第19回 | ラスト・ワルツ           | 菅原洋一       |

※『第18回NHK紅白歌合戦』は当時史上最年少の21歳で紅組司会を担当。義理父の田辺正晴は、1951年『第1回NHK紅白歌合戦』、1952年『第2回NHK紅白歌合戦』で総合司会を担当。

## NHKみんなのうた出演歴
| 初放送                                         | 曲目                         | コーラス           | 再放送                                                                                      |
| ---------------------------------------------- | ---------------------------- | ------------------ | ------------------------------------------------------------------------------------------- |
| 1964年（昭和39年）10月 - 11月                  | 友情の歌                     | 東京放送児童合唱団 | （なし）                                                                                    |
| 1964年（昭和39年）12月 - 1965年（昭和40年）1月 | すてきな雪景色               | （なし）           | 2016年（平成28年）12月 - 2017年（平成29年）1月 2022年（令和4年）12月 - 2023年（令和5年）1月 |
| 1968年（昭和43年）12月 - 1969年（昭和44年）1月 | いもうとはおなかがいたいんだ | （なし）           | 1969年（昭和44年）1月3日                                                                    |

※『すてきな雪景色』はラジオのみの再放送。『いもうとはおなかがいたいんだ』は『特集みんなのうた』での再放送。